# 레고 시티 어드벤처
《레고 시티 어드벤처》(Lego City Adventures)는 레고에서 발매한 도시를 소재로 한 동명의 장난감을 바탕으로 한 애니메이션 작품이다.

## 개요
북미와 덴마크에서는 니켈로디언에서 2019년 6월 22일부터 방송되고 있다. 대한민국에서는 투니버스, 대교어린이TV, 재능TV, 애니원, 애니박스, 챔프TV, KBS 키즈, 애니맥스, 카툰 네트워크 코리아, 키즈맘에서 방영되고 있다. 장난감 레고 시티 시리즈의 인물들은 경찰, 소방관 등 3등신 캐릭터 인형의 모습을 그대로 사용하여 인형극처럼 제작되고 있다.

## 한국어판 목소리 출연
- 이현: 듀크 드테인
- 전숙경: 프레야
- 홍범기: 할 헙스
- 이장원: 휠러
- 박영재: 베넷
- 임채헌: 밥, 플렉
- 이경태: 클레몬스
- 설영범: 해설
- 방성준: 그리즐드
- 고성일: 펜드릭
- 사성웅: 티피
- 김은아: 개비
- 이재현: 펠드먼
- 사문영: 루키